# Asterothyrium

Asterothyrium är ett släkte av lavar beskrivet av Johannes Müller Argoviensis 1890. Asterothyrium ingår i familjen Gomphillaceae, ordningen Ostropales, klassen Lecanoromycetes, divisionen sporsäcksvampar, Ascomycota och riket svampar, Fungi.

## Dottertaxa tillAsterothyrium, i alfabetisk ordning[1][2]
Asterothyrium anomalum

Asterothyrium anomalum var. anomalum

Asterothyrium argenteum

Asterothyrium aspidospermatis

Asterothyrium atromarginatum

Asterothyrium aulaxinoides

Asterothyrium bisporum

Asterothyrium chroodisciforme

Asterothyrium decipiens

Asterothyrium filiforme

Asterothyrium gigantosporum

Asterothyrium gyalideoides

Asterothyrium hedbergii

Asterothyrium leptosporum

Asterothyrium leucophthalmum

Asterothyrium longisporum

Asterothyrium microsporum

Asterothyrium microthyrioides

Asterothyrium monosporum

Asterothyrium octomerum

Asterothyrium pallidum

Asterothyrium pernambucense

Asterothyrium pittieri

Asterothyrium rondoniense

Asterothyrium rostratum

Asterothyrium rotuliforme

Asterothyrium segmentatum

Asterothyrium septemseptatum

Asterothyrium septemseptatum subsp. africanum

Asterothyrium subargenteum

Asterothyrium tetrasporum

Asterothyrium umbilicatum

Asterothyrium uniseptatum

Asterothyrium vezdae